# Gendarmerie de Faverney
La Gendarmerie de Faverney est un édifice inscrit au titre des monuments historiques situé à Faverney, dans la Haute-Saône.

## Histoire
La gendarmerie fut édifiée à l'endroit de l'ancienne église Saint-Bénigne.
Le bâtiment est construit en 1837 et en 1839 sur les plans de Félix Hercule Grandmougin. La gendarmerie est inscrite depuis le 9 décembre 1996.

## Galerie

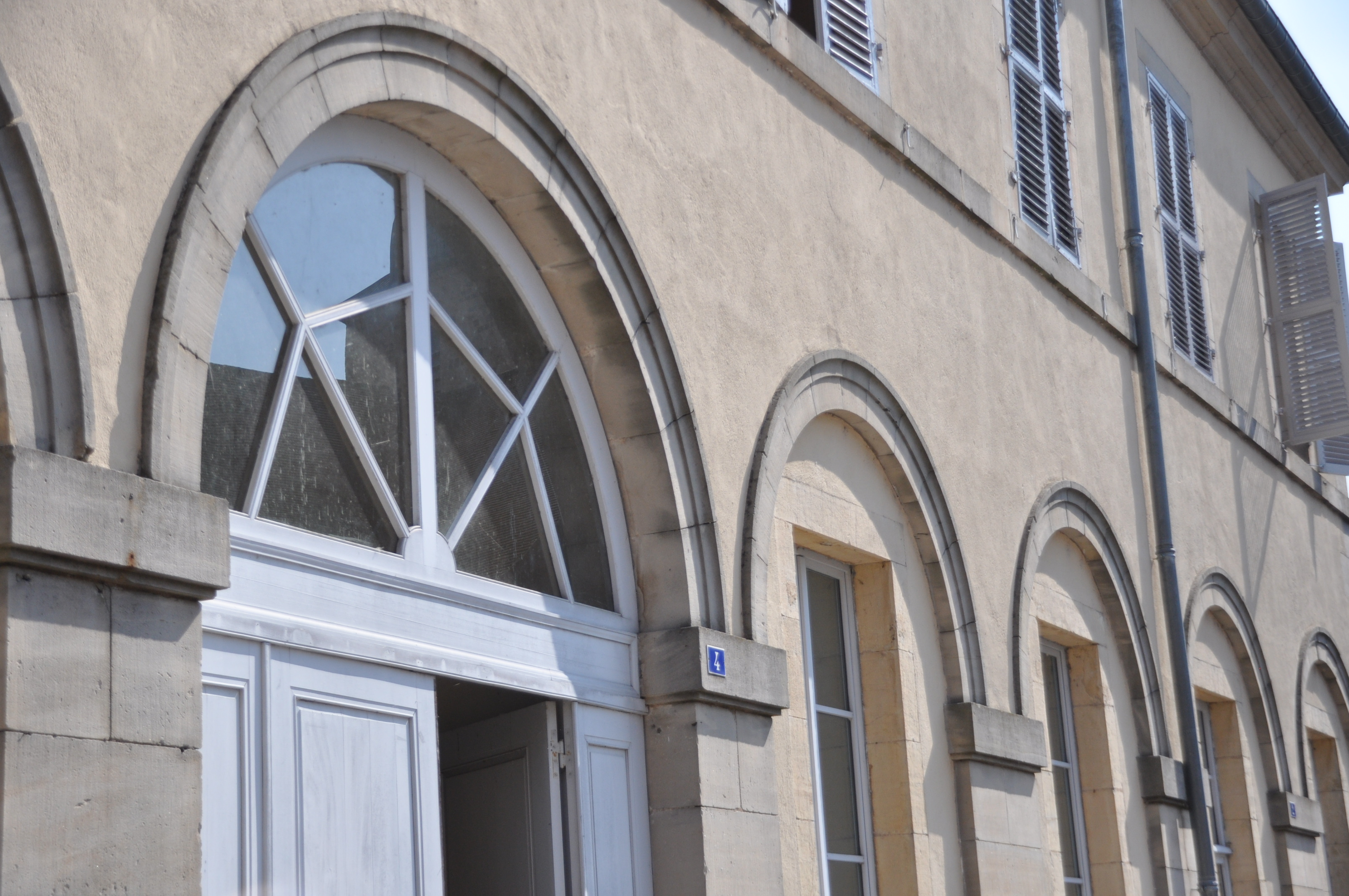
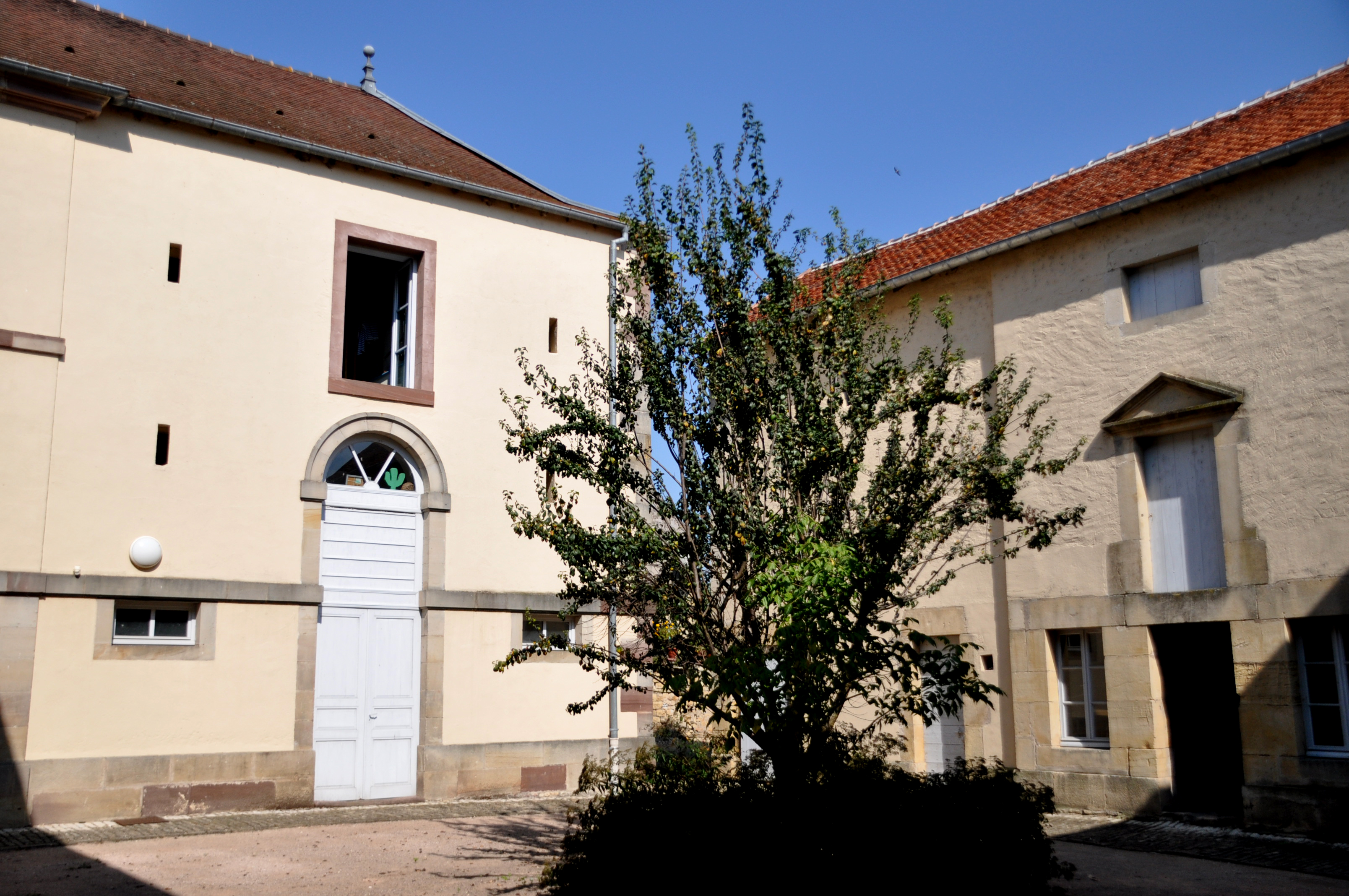
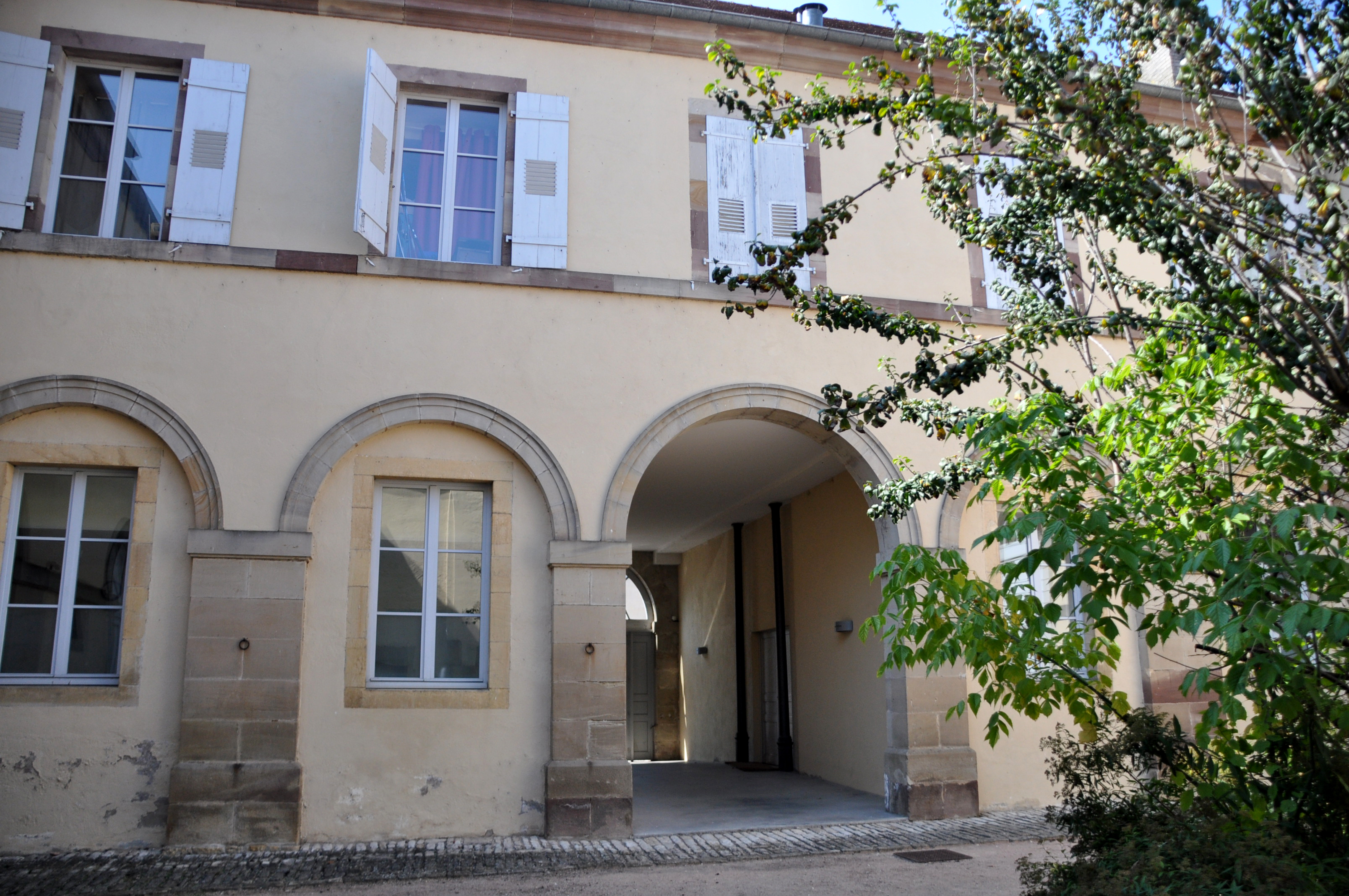
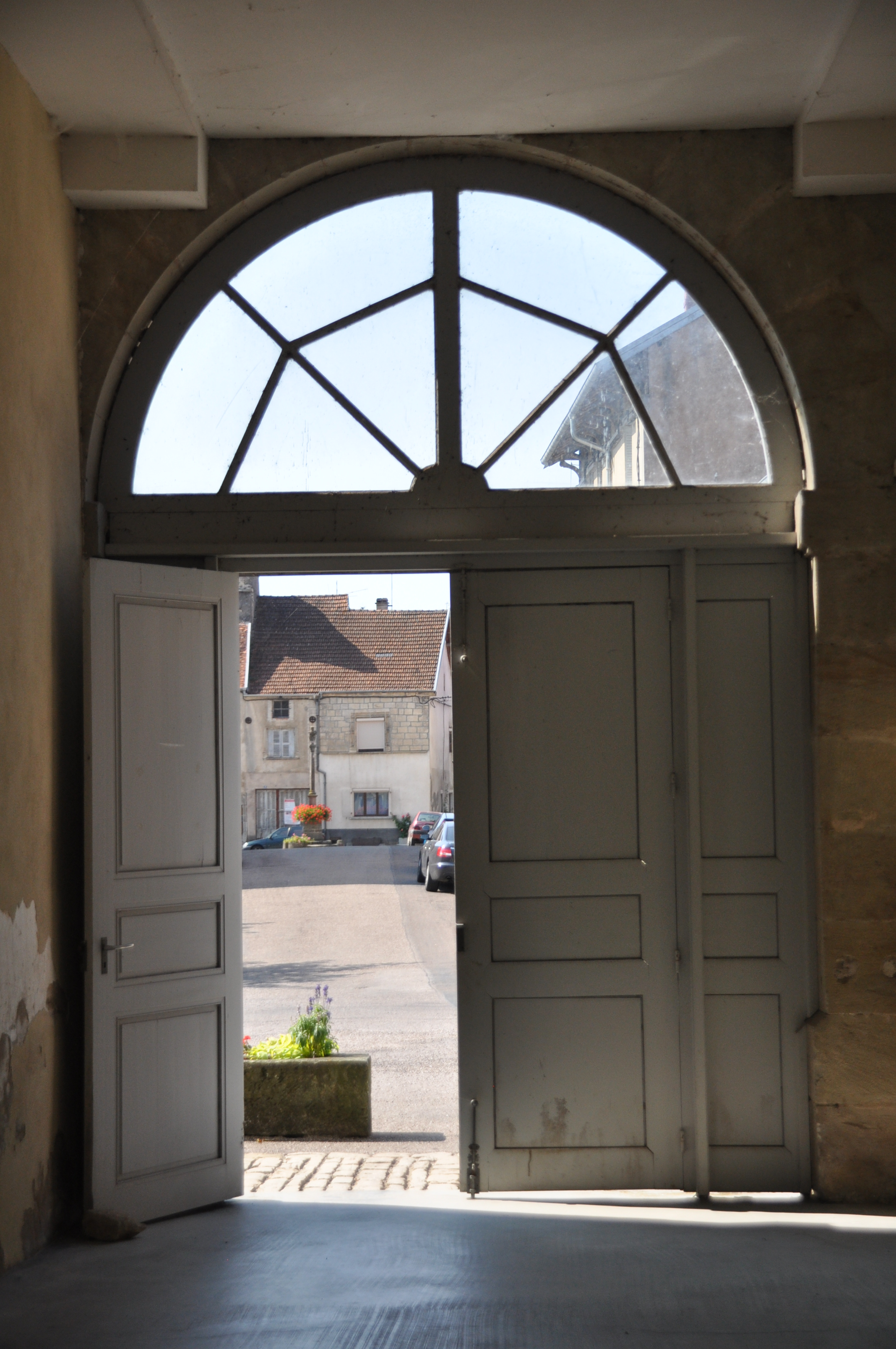